# Pseudoselenaspidus inermis
Pseudoselenaspidus inermis är en insektsart som beskrevs av Fonseca 1962. Pseudoselenaspidus inermis ingår i släktet Pseudoselenaspidus och familjen pansarsköldlöss. Inga underarter finns listade i Catalogue of Life.